# Spessartina
La spessartina, també coneguda com a espessartita, és un mineral de la classe dels silicats (nesosilicats), i del grup dels granats. El seu nom li va ser posat per François Sulpice Beudant, i deriva de la localitat de Spessart a Alemanya, la seva localitat tipus, on va ser descoberta l'any 1832.

## Característiques
La spessartina és un aluminosilicat de manganès, del grup dels granats, de fórmula Mn(II)₃Al₂(SiO₄)₃. Com la resta de minerals del grup dels granats, és un nesosilicat que cristal·litza en el sistema cristal·lí cúbic. Forma una sèrie de solució sòlida amb l'almandina, en què la substitució gradual del manganès per ferro va donant els diferents minerals de la sèrie. A més dels elements de la seva fórmula, sol portar com impureses: titani, ferro, magnesi, calci, iode i aigua.

## Formació
Es troba sovint en el granit pegmatític i en roques similars de metamorfisme de baix grau com les fil·lites. És un mineral comú en roques magmàtiques pegmatites granítiques, en roca granit i en riolita. També pot formar-se en algunes roques de metasomatisme riques en manganès adjacents a les intrusions ígnies, així com en àrees de metamorfisme regional. Sol trobar-se associada a altres minerals com: quars, feldespat potàssic, turmalina, rodonita, piroxmangita, tefroïta, alleghanyita, galaxita, moscovita, topazi, apatita, beril, albita, bixbyïta o pseudobrookita.

## Varietats
- La brandãosita, una almandino-spessartina baixa en (Al,Fe)₂O₃.[7]
- La calci-eisenspessartina, una varietat que conté considerable calci i ferro, comparable amb la calderita.[8]
- L'emildina, una varietat que conté itri.[9]
- La johnstonotita, una varietat càlcica vermella fosca que conté impureses.[10]
- La spandita, considerada una espessartina roca en Ca-Fe o una andradita rica en Mn-Al.[11]